# الانتخابات الرئاسية الأوكرانية 2019

أجريت الانتخابات الرئاسية في أوكرانيا في 31 مارس 2019. وبما أنه لم يحصل أي مرشح على أغلبية مطلقة من الأصوات، أجريت جولة ثانية في 21 أبريل.
كان هناك ما مجموعه 39 مرشحا لانتخابهم في الاقتراع. وبنهاية فترة التسجيل في 9 فبراير 2019، سُجل رسميا في الانتخابات عدد قياسي من المرشحين يبلغ 44 مرشحا. وبحلول 7 مارس، كان خمسة مرشحين قد انسحبوا من السباق الرئاسي. وكان يوم 7 مارس هو اليوم الأخير الذي يمكن فيه للمرشحين أن يقوموا بسحب أسمائهم من الاقتراع. وانسحب أحد المرشحين من الانتخابات في 16 مارس. كان يحق لـ34،544,993 شخص التصويت في الانتخابات. ولم يتمكن نحو 12 في المائة من الناخبين المؤهلين من المشاركة في الانتخابات بسبب ضم شبه جزيرة القرم في مارس 2014 والحرب في شرق أوكرانيا: أجزاء من أقليمي دونيتسك ولوهانسك.
سُجل رسميا ما مجموعه 2,344 مراقبا دوليا من 17 بلدا و19 منظمة لرصد الانتخابات. ويسجل عدد قياسي من المنظمات غير الحكومية الأوكرانية البالغ عددها 139 منظمة بصفة مراقب.

## النظام الانتخابي
ينتخب رئيس أوكرانيا لمده خمس سنوات. وللمشاركة في الانتخابات كمرشح، يجب ان يكون هذا المرشح مواطنا أوكرانيا وعمره أكبر من 35 سنة. ويتحدث اللغة الأوكرانية، ومقيم بشكل دائم في البلاد لمده 10 سنوات قبل يوم الانتخابات ولا يمكن ان يكون المرشح من حاملي الجنسية المزدوجة.
ولا يمكن ان يشغل الشخص منصب الرئيس الأوكراني لأكثر من فترتين رئاسيتين متتاليتين. ويجوز للمرشحين ان يتم ترشيحهم من أحزاب سياسية مسجلة، أو ائتلاف حزب، أو يمكن ان يقوم المرشح بخوض الانتخابات كمستقل.
يبدا تسجيل المرشحين اعتبارا من لحظه الإعلان الرسمي عن الحملة الانتخابية وتنتهي فترة الترشيح قبل 55 يوما من يوم الانتخابات. يجب علي كل مرشح دفع وديعة تصل إلى 2,500,000 هريفنا أوكرانية. وتكون أسماء المرشحين المسجلين مرتبه ترتيبا أبجديا.
للفوز في الانتخابات، يجب علي المرشح ان يحصل على أكثر من 50 ٪ من الأصوات الصحيحة. وإذا لم يحصل أي مرشح علي نسبة 50 % في الجولة الاولي من الاقتراع، يتم إجراء جولة ثانية بعد ثلاثه أسابيع من الجولة الاولي، ويشارك في الجولة الثانية المرشحان الذان حصلا على أكبر عدد من الأصوات في الجولة الأولى.